# Badlaa
«Badlaa» (с урду — «Возмездие») — 10-й эпизод 8-го сезона сериала «Секретные материалы». Премьера состоялась 21 января 2001 года на телеканале FOX. Эпизод принадлежит к типу «монстр недели» и не связан с основной «мифологией сериала», заданной в пилотной серии.
Режиссёр — Тони Уармби, автор сценария — Джон Шибан, приглашённые актёры — Билл Доу, Кристофер Хастон, Киран Рао, Дип Рой, Мора Соуден, Майкл Уэлч, Кэлвин Рэмсберг.
В США серия получила рейтинг домохозяйств Нильсена, равный 7,3, который означает, что в день выхода серию посмотрели 11,8 миллионов человек.
Главные герои серии — Дана Скалли (Джиллиан Андерсон) и её новый напарник Джон Доггетт (Роберт Патрик) (после похищения Фокса Малдера (Дэвид Духовны) инопланетянами), агенты ФБР, расследующие сложно поддающиеся научному объяснению преступления, называемые «Секретными материалами».

## Сюжет
Мистик провозит себя контрабандой из Индии, и Скалли с Доггеттом идут по цепочке его убийств и террора, затронувшего две семьи в пригороде Вашингтона. Скалли испытывает кризис веры, понимая, что никогда не сможет стать такой же открытой, как Малдер.